# El show debe continuar
El show debe continuar es el cuarto álbum de estudio de la banda  mexicana Little Jesus. Se lanzó al público el 12 de agosto de 2024 en formato físico y digital en México. Se compone de doce canciones originales, del cual se destacaron temas como «Tierra llamando a Sant» y «Una playa en Nayarit».
El álbum fue grabado en diferentes locaciones tales como Greenpoint en la ciudad de Nueva York, en los estudios de El desierto en la Ciudad de México y el Sonic Ranch en Texas.
Santiago Casillas y Fernando Bueno sirvieron como productores discográficos. Fue escrito en su mayoría por Santiago, aunque también participó el tecladista Arturo —en cuatro temas—, además de la cantante Ivana y del músico Conociendo Rusia en «Misterio, cigarros y menta» y «El show debe continuar».

## Antecedentes
El show debe continuar tomó su nombre en un contexto de dificultades y se lanzó cinco años después de Disco de oro. Durante ese tiempo, la banda experimentó presión para completar el álbum antes de su presentación en el Auditorio Nacional en la Ciudad de México. Sin embargo, un desafortunado incidente durante un viaje a Oakland resultó ser ventajoso. Mientras hacían una parada para comer, les robaron una computadora que contenía algunas de las canciones del nuevo disco. Santiago describió el incidente como «una bendición». Originalmente, el álbum se iba a llamar Presente, continuando la secuencia de los títulos previos con una, dos y tres palabras: Norte, Río Salvaje y Disco de oro. Presente pretendía ser un nuevo inicio, enfocándose en lo real y concreto, pero las situaciones personales que vivían en ese momento no eran las mejores.

## Recepción
En el sitio web Rate Your Music recibió una puntuación de 2.88 sobre 5 estrellas.

## Lista de canciones
| N.º   | Título                                          | Escritor(es)                             | Duración |  |
| 1.    | «Tierra llamando a Sant»                        | Santiago Casillas                        | 5:18     |  |
| 2.    | «T. N. S. A.»                                   | Santiago Casillas                        | 3:30     |  |
| 3.    | «Una playa en Nayarit»                          | Santiago Casillas · Fernando Bueno       | 3:34     |  |
| 4.    | «Quiero más/será mejor»                         | Santiago Casillas                        | 3:40     |  |
| 5.    | «Fuego, fuego, fuego, fuego»                    | Santiago Casillas                        | 4:13     |  |
| 6.    | «Pase a la red»                                 | Santiago · Losada · Ronderos · Vázquez   | 4:29     |  |
| 7.    | «Misterio, cigarros y menta (con Ivana)»        | Santiago · Bueno · Ivana                 | 2:44     |  |
| 8.    | «No existe la realidad»                         | Santiago Casillas                        | 4:03     |  |
| 9.    | «La historia sin fin»                           | Santiago Casillas · Vázquez              | 3:55     |  |
| 10.   | «El show debe continuar (con Conociendo Rusia)» | Santiago Casillas · Vázquez · Sujatovich | 4:14     |  |
| 11.   | «Con C de casa»                                 | Santiago Casillas                        | 3:03     |  |
| 12.   | «El final del juego»                            | Santiago Casillas · Vázquez              | 5:08     |  |
| 47:51 |                                                 |                                          |          |  |

## Historial de lanzamiento
| País   | Fecha                | Formato(s)            | Sello         | Ref.  |
| ------ | -------------------- | --------------------- | ------------- | ----- |
| México | 12 de agosto de 2024 | CD + Descarga digital | Independiente | [ 2 ] |